# 존 듀어든
존 듀어든(John Duerden, 1972년 9월 3일~)은 런던 정경대학을 졸업한 영국의 축구 칼럼리스트이자 프리랜서 기자이다. 서울특별시에 거주 중이다.
뉴욕 타임스, 가디언, AP 통신, 축구 잡지 포포투의 기자이자. 오스트레일리아 ABC 라디오와 미국 CNN에서도 활약하는 국제적인 언론인이다. 대한민국의 포털사이트인 네이트에 축구 칼럼인 《듀어든의 탑 코너》를 게재하고 있다.